# Laval (Kanada)
Laval – miasto i region w kanadyjskiej prowincji Quebec, w zespole miejskim Montrealu.
Liczba mieszkańców w roku 2006 osiągnęła 368 709, dzięki czemu jest to 13 co do wielkości miasto Kanady a trzecie w Quebecu. 81% ludności wyznaje katolicyzm, a około 91% urodziło się w granicach Kanady.
Laval jest również jednym z 17 regionów administracyjnych prowincji Quebec, najmniejszym pod względem obszaru.
Wyspa Jésus, na której leży dzisiejsze miasto, została nazwana przez pierwszego biskupa Nowej Francji, François de Montmorency Lavala. W 1965 rząd Quebecu połączył 14 istniejących dotychczas na wyspie miast, aby stworzyć jedno, które na cześć biskupa nazwano Laval.
Liczba mieszkańców Laval wynosi 368 709. Język francuski jest językiem ojczystym dla 66,4%, angielski dla 6,9% mieszkańców (2006).
W mieście rozwinął się przemysł poligraficzny, papierniczy, metalowy, mleczarski oraz elektroniczny.

## Miasta partnerskie
- Nicea, Francja
- Laval, Francja
- Petach Tikwa, Izrael